# Бернардинац
Бернардинац (енг: St. Bernard) је раса пса пореклом из Швајцарске, првобитно одгајаних за спасавање. Први пут се помиње у 17. веку, под именима Saint Bernard dog, свети пас, алпски мастиф, Bernhardinerand и пас Бери (најпознатији бернардинац који је постао познат по спашавању преко 40 људских живота), као и због своје огромне величине. Велику популарност ова раса је постигла са филмом Бетовен.

## Основно
- Мужјак
  - Висина од 70 до 90 цм
  - Тежина од 64 до 82
- Женка
  - Висина од 65 до 80 цм
  - Тежина од 54 до 64

## Историја
У данашњем облику бернардинац се јавља у 10. веку, у манастиру Свети Бернард, кога је основао Отац Бернард од Монтане, на превоју Симплон на Алпима у Швајцарској. Тако је Хоспиз-манастирско склониште постало средиште одгоја бернардинаца-племенитих паса који су још тада кориштени као спасиоци људи, са њиховим обучавањем за нарочиту службу спашавања се наставило све до данас.
Наполеон је 1800. године прешао реко превоја на Алпима са војском од 30.000-40.000 људи. Био је велики снег и много рањених и мртвих војника. Ови пси су постављени од стране монаха као пратиоци у служби војске. Служили су као спасиоци људи.

### Легенда о првом Бернардинцу
Од 1800—1812. године. у манастирском склоништу живио је Бери, легендарни бернардинац. Бери је био снажан, доброћудан пас који је са још неколико обучених паса годинама из снежних сметова спашавао залутале и промрзле путнике. Као млад пас прошао специјалну обуку и тек после ње су му поверени озбиљни задаци. Током живота спасио је 40 људи. Игром несрећног случаја 41. особа коју је требало да спасе задала му је смртоносне убоде ножем од којих је угинуо. Споменик Берију се налази на острву Рамиз недалеко од Париза.

## Спасилачка обука
Обука младих паса врши се уз помоћ једног обученог, искуснијег старог бернардинца, који је у неку руку учитељ млађој генерацији. У почетку, они само прате свог „Учитеља“ у проналажењу залуталих путника и посматрају га. Када пас спасилац пронађе залуталог путника који је заспао у снегу, прво почиње да лаје да би га пробудио. Ако успе служи му као водич, а ако путник не може да хода, пас му служи као ослонац или га у крајњем случају вуче по снегу до склоништа. Понекад, ако посустане од људског терета, оставља путника на неком скровитом месту и одлази по помоћ. Снажним лавежом даје знак за узбуну. Ови пси спасиоци су нарочито активни у септембру, када прве снежне вијавице изненаде туристе. Јаки вјетрови представљају у то вријеме велику опасност за сваког ко се нађе у брдима јер могу да нанесу велике сметове за само неколико минута и да затрпају све стазе и путеве. Тада ступа у акцију спасилачка екипа ових паса и зато са пуним правом носе име Светог Бернарда.

## Карактеристике пса

### Темперамент
Овај пас по нарави је добар, послушан, веран, миран, промишљен. Надарен је предвиђањем атмосферских промена. Често се дешава да не подноси мање псе, али је изузетно пажљив са децом. Као што је познато, некад је коришћен за проналажење залуталих алпиниста по снежном прелазу Великог св. Бернарда. Данас је готово искључиво кућни пас, но ипак није прикладан за живот у стану (због своје величине захтева пуно простора). Бернардинац је храбар и поуздан пас коме треба пуно простора и редовно кретање. Ако и живи у дворишту, треба дуге дневне шетње. Називају га још и "нежним дивом" и није прикладан за живот у граду.
Женке паса су иначе много наклоњеније породици и имају приснији однос са људима, док је мужјак агресивнији и смелији. Такође, веома је битно нагласити да женке имају терање у просеку 2 пута годишње у трајању од 3 недеље, па самим тим и потенцијално велики број штенади. За разлику од женки, мужјаци су целе године расположени за парење, само чекају мирисне сигнале које им шаље женка која је у еструсу, па поведени тим сигналима, могу побећи и потући се са другим мужјацима.

### Општи изглед
Бернардинац је велики пас који може имати дугу или кратку длаку, али су и једна и друга веома густе. Длака је беле боје са жутомрким, црвеним, махагони и црним ознакама, у разним комбинацијама. Лице и уши су обично црно осенчани, а израз је интелигентан и благ. Код дугодлаких паса длака је мало дужа и постоје заставице на предњим и задњим ногама. Шапе су велике са јаким добро засвођеним прстима што га чини веома стабилним на ногама и на снегу и на леду.

## Нега и здравље
Бернардинац нема дуг животни век. Живе у просеку 7-9 година. Старосне промене код ових паса могу да се примете релативно рано у животу. Имају осетљиво срце и ризик од болести кардиоваскуларног система изузетно велики, нарочито у каснијем узрасту. Одговарајућа исхрана, која узима у обзир све специфичности ових раса паса, може у великој мери да помогне у смислу одржавања виталности и здравља.
Током првих осам месеци живота, штене бернардинца расте изузетно брзо и у том узрасту достигне 50% своје одрасле тежине, већ са 5 месеци старости. У том узрасту коштани систем је достигао 80-90% величине коштаног система одраслог пса. Међутим дигестивни систем се не развија тако брзо током раста и због те чињенице, као и због његовог ограниченог капацитета, неопходно је пажљиво бирати храну у тој (првој) фази раста. Друга фаза раста, која траје од 8. месеца до 18 - 24. месеца, представља у ствари фазу консолидације читавог организма и развој мишићне масе (то је у ствари фаза телесног сазревања пса).
У САД и Великој Британији узгајивачнице су успеле да продуже просечан животни век за бернардинца од 8-10 година. 2003. године Данска раса паса је доживела 9,5 година. У Великој Британији је један бернардинац живео 12 година и 9 месеци и сматра се псом са најдужим животним веком.
| Старост Бернардинаца | 1  | 2  | 3  | 4  | 5  | 6  | 7  | 8  | 9  | 10 | 11  | 12  |
| Старост човека       | 14 | 22 | 31 | 40 | 49 | 58 | 67 | 76 | 85 | 94 | 100 | 106 |

Иако се бернардинац прилично лиња, није му неопходно много четкања, отприлике најмање три пута недељно. Ова пасмина је позната по слињењу, па је потребно брисати слине са њих, али и са околних површина.
Здравље бернардинаца, као и код осталих пасмина, зависи од више фактора, али ипак постоје неке болести које више погађају припаднике ове пасмине. Ту спадају дисплазија кукова и лактова, ентропија, епилепсија, кардиомиопатија, катаракта, алергије и торзија желуца.

## Занимљивости

### Рекорди
Бернардинци су извожени у Енглеску средином 19. века, где су упаривани са догама да би се створила још већа врста пса. Плинмон, чувени Бернардинац тог времена, измерен је са тежином од 95 кг и дужином од 87,5 цм а продат је за 7000 Америчких долара.
Године 1895. у извештају Њујорк Тајмса помиње се бернардинац по имену Мајор Ф. који је био измерен дужином од (2,59 м), под условом да су ове тврдње тачне он би био најдужи пас у историји.
Други бернардинац по имену Бенедикт пети Шварцвалд Хоф из (Пирсон, Мичиген - Сједињене Америчке Државе) достигао је тежину од 143 кг и нашао је своје место у издању Гинисове књиге светских рекорда из 1981. године.